# Ettore Carafa
Ettore Carafa (ur. 29 grudnia 1767 w Andrii, zm. 4 września 1799 w Neapolu) – włoski wojskowy, polityk, rewolucjonista, bojownik Republiki Partenopejskiej.

## Życiorys

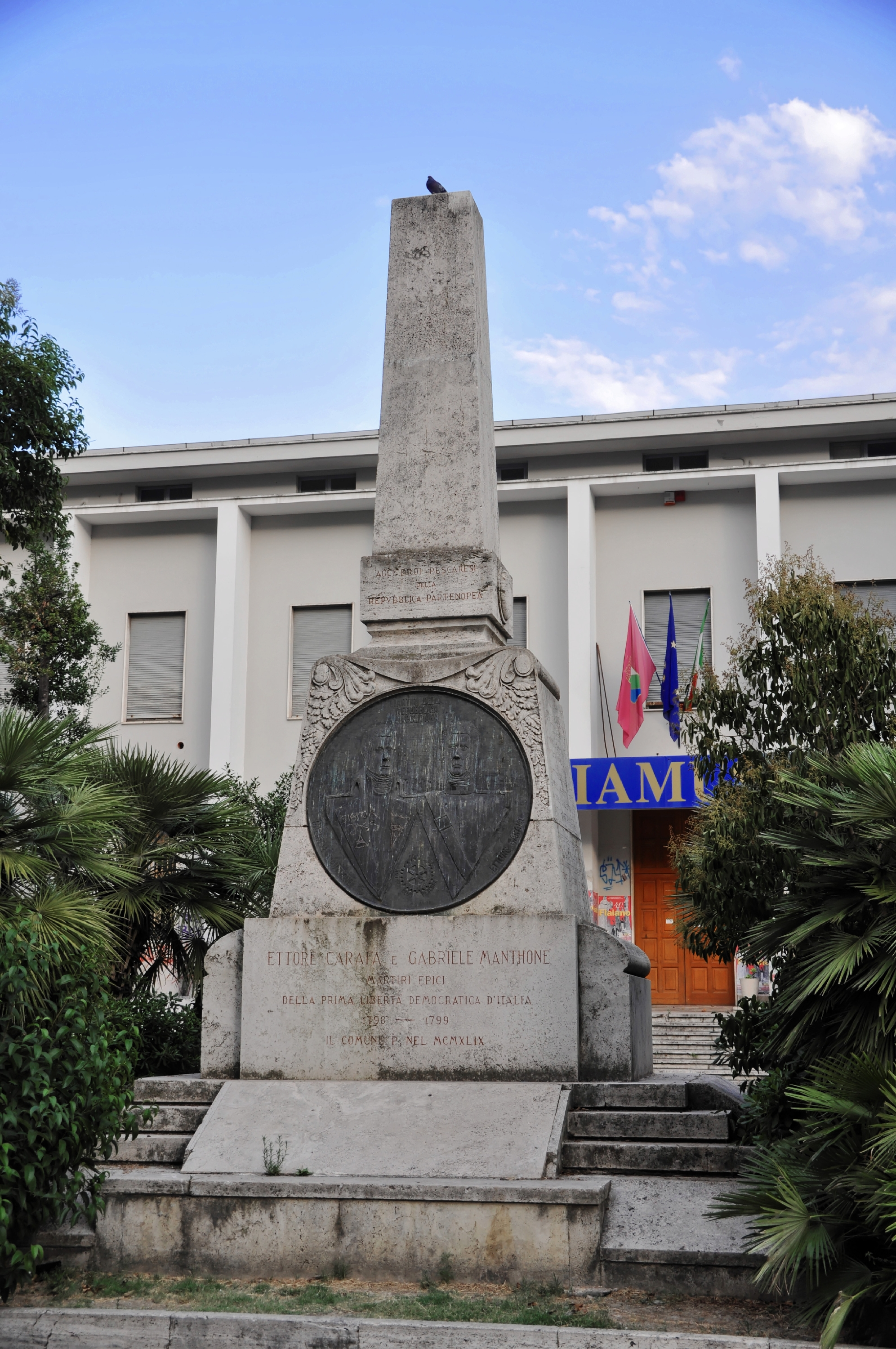
Pomnik Ettore Carafy i Gabriele Manthone w Pescarze

Był najstarszym synem Riccardo, księcia Andrii i Margherity Pignatelli di Monteleone, damy dworu królowej. W wieku dziesięciu lat wstąpił do kolegium szlacheckiego w Neapolu, a następnie powierzono mu nauczanie F. Laghezzy di Trani, wieloletniego przyjaciela rodziny. Około 1790, w towarzystwie Laghezzy, udał się najpierw do Wiednia, a następnie wbrew radom i ukrywając to przed rodziną dotarł do Paryża, gdzie zapoznał się z ideami rewolucji francuskiej. Po powrocie do Neapolu związał się z masonami, a także środowiskami liberalnymi i jakobińskimi. W 1792 został członkiem Akademii Chemii. W październiku 1793 był jednym z promotorów nowej loży masońskiej wybudowanej w rezydencji księcia Strongoli.
Oskarżony m.in. o „zniewagi i kpiny z portretu Jej Królewskiej Mości, tańczenie i śpiewanie hymnu Marsylianka przed tym portretem w akcie pogardy”, został aresztowany 19 lipca 1795 i osadzony w więzieniu Castel Sant'Elmo. Przebywał tam niecałe trzy lata. Uciekł 17 kwietnia 1798, przy współudziale porucznika Ferdinando Aprile. Pojechał najpierw do Rzymu, a następnie do Mediolanu, gdzie zyskał sympatię francuskiego porucznika Jouberta. W armią francuską powrócił do Królestwa Neapolu w styczniu 1799. Po utworzeniu Republiki Partenopejskiej okazał się wybitnym przywódcą wojskowym, prowadząc akcje zbrojne w różnych prowincjach mające na celu tłumienie powstań chłopskich.
W lutym i marcu 1799 brał udział w licznych walkach w Apulii i Kalabrii, gdzie rojalistyczni powstańcy walczyli z republikańskimi wojskami francuskimi. Brał udział m.in. w zdobywaniu rodzinnej Andrii. W trakcie tych starć otrzymał od rządu tymczasowego rozkaz udania się w kierunku Abruzji w celu obrony twierdzy Pescara, którą Francuzi musieli opuścić, by zaangażować się w działania wojenne poza państwem neapolitańskim. Garnizon francuski oddał mu fortecę, gdzie został z około dwustoma ludźmi, dobrze zaopatrzony w broń, amunicję i zapasy. Przygotował się do długiego oblężenia, a także przeprowadził w pierwszej połowie maja kilka zwycięskich wypadów przeciwko rojalistom. Później jego sytuacja pogorszyła się, ponieważ spodziewane posiłki ochotników i Francuzów nie nadeszły, a siły oblegających zostały wzmocnione przez około cztery tysiące rojalistów z armatami i moździerzami, a także doświadczone dowództwo. Oblężenie trwało do końca czerwca, kiedy nadeszły wieści o upadku Republiki Partenopejskiej.
1 lipca 1799 została podpisana kapitulacja twierdzy Pescara, która dała mu swobodę przyłączenia się do Francuzów w Ankonie. Nie doszło to do skutku w wyniku zamieszek, które wybuchły w mieście, m.in. z powodu zdrady Pietra Sevenno, lokalnego dowódcy, co wywołało pożar arsenału i wzbudziło czujność wojsk rojalistycznych. Pokonali oni uciekających republikanów. Carafa został aresztowany i 19 sierpnia 1799 zamknięty w zamku Carmine w Neapolu. 2 września 1799 został (za namową kardynała Fabrizio Dionigi Ruffo) skazany na karę śmierci, którą wykonano wieczorem 4 września 1799 przez ścięcie. Według relacji zrezygnowany, ale nieustraszony wszedł na scenę, patrząc na kata, a po rozebraniu się sam włożył głowę pod topór. Został pochowany w neapolitańskim kościele Carmine.